# Falskmyntarna
Falskmyntarna (originaltitel: Die Fälscher) är en tysk-österrikisk dramafilm från 2007 i regi Stefan Ruzowitzky. Det är ett verklighetsbaserat drama som utspelar sig under andra världskriget. Filmens manus är baserat på Adolf Burgers memoarer.

## Handling
Salomon Sorowitsch (Karl Markovics) är en judisk konstnär som i koncentrationslägret Sachsenhausen ingick i nazisternas plan Operation Bernhard. För att rädda sitt eget liv samarbetar Salomon med nazisterna för att förstöra de allierades ekonomi genom att infiltrera falska pengar. Adolf Burger (August Diehl) var gruppens ljustrycksexpert som ansvarade för kopiering av sedlarna.

## Medverkande

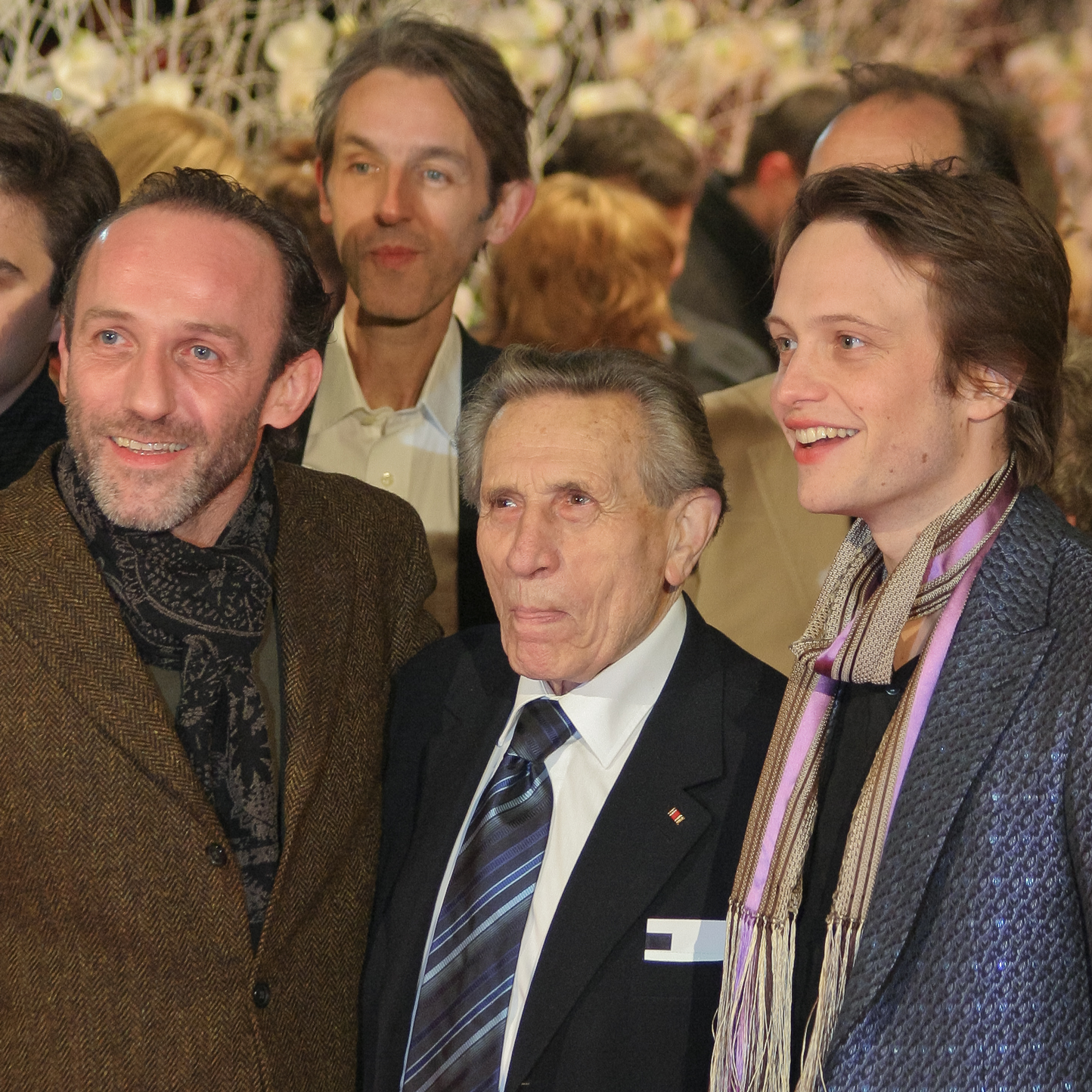
Karl Markovics, Adolf Burger och August Diehl vid Filmfestivalen i Berlin 2007.

- Karl Markovics – Sorowitsch (Salomon Smolianoff)
- August Diehl – Burger (Adolf Burger)
- Devid Striesow – Sturmbannführer Herzog (Bernhard Krüger)
- Veit Stübner – Atze
- Sebastian Urzendowsky – Karloff/Kolya
- August Zirner – Dr Klinger
- Martin Brambach – Hauptscharführer Holst
- Andreas Schmidt – Zilinski
- Tilo Prückner – Hahn
- Lenn Kudrjawizki – Loszek

## Priser och nomineringar
- Nominerad till Guldbjörnen (Stefan Ruzowitzky) vid Filmfestivalen i Berlin 2007
- Vann en Oscar för bästa icke-engelskspråkiga film vid Oscarsgalan 2008